# Pieter Bastiaan van Steenis
Pieter Bastiaan van Steenis (Noordeloos, 5 januari 1888 - Amsterdam, 1960) was een Nederlandse arts en hoogleraar, gespecialiseerd in tropische ziekten.

## Opleiding
Pieter van Steenis ging na de middelbare school in Gorinchem medicijnen studeren aan de Rijksuniversiteit Utrecht, waar hij zich specialiseerde in de bacteriologie en pathologische anatomie. 

## Arts en militair in Nederlands-Indië
Na zijn studie vertrok hij als officier van gezondheid tweede klasse in dienst van het KNIL naar Nederlands-Indië, waar hij werd gestationeerd in Weltevreden. Hier volgde hij een cursus voor tropische ziekten en werd daarna, van januari 1914 tot januari 1915, ingedeeld bij een militair detachement dat op initiatief van gouverneur-generaal Van Heutsz het noordelijk deel van het toentertijd weinig bekende Nederlands-Nieuw-Guinea exploreerde, in het bijzonder het stroomgebied van de Mamberamo, een van de grootste rivieren van het eiland.
Terug in Java werkte hij een klein jaar als militair arts in Djokjakarta, waarna hij in 1916 als bacterioloog werd gedetacheerd bij de Dienst der Pestbestrijding met achtereenvolgens Malang, Soerakarta, Magelang en Semarang als standplaats. Na vier jaar keerde hij terug naar Weltevreden. Daar bekwaamde hij zich verder in de bacteriologie onder prof. Eykman en in de interne geneeskunde. In die periode schreef hij ook zijn proefschrift. In 1926 werd Van Steenis directeur van het geneeskundig laboratorium in Weltevreden, tegelijkertijd was hij consulent voor interne ziekten aan het plaatselijke militair hospitaal.

## Arts en hoogleraar in Nederland
Van Steenis repatrieerde in 1933 en vestigde zich in Den Haag als arts voor interne en tropische ziekten. In 1944 werd hij als patholoog benoemd bij de Afdeling Tropische Hygiëne van het Koloniaal Instituut in Amsterdam, kennelijk een parttime functie want hij bleef in Den Haag zijn praktijk uitoefenen. Zijn benoeming in 1947 tot buitengewoon hoogleraar in de tropische geneeskunde aan de Universiteit van Amsterdam bracht ook hierin geen verandering.
Pieter van Steenis behoorde met N.H. Swellengrebel tot de beste en bekendste naoorlogse Nederlandse specialisten met betrekking tot tropische ziekten. Met twee mederedacteurs en -auteurs schreef hij een standaardwerk over tropische geneeskunde.

## Selecte bibliografie
- Bloedafbraak bij malaria chronica en andere splenomegalieën. Batavia: G. Kolff, 1928
- Leerboek der tropische geneeskunde (red. met W. Kouwenaar en Ch. W.F. Winckel). Amsterdam: Scheltema en Holkema, 1951

## Bron
- Swellengrebel, N.H., 'In memoriam Prof. Dr. P.B. van Steenis (1888-1960)', in: Nederlands Tijdschrift voor Geneeskunde 105, nr.1, 7 januari 1961, p. 61